# Pulszky Károly
Cselfalvi és lubóci Pulszky Károly (London, 1853. november 9. – Brisbane, 1899. június 6.) magyar művészettörténész, a Magyar Tudományos Akadémia levelező tagja, az Országos Képtár igazgatója, Pulszky Ferenc fia, Pulszky Romola édesapja.

## Élete
Pulszky Ferenc és Walter Terézia fiaként született Londonban, gyermekéveit 1866-ig Itáliában töltötte. Középiskolai tanulmányait Budapesten végezte. Eredetileg orvosnak készült, de a művészettörténet tanulmányozására tért át, bölcsészdoktorátusát Lipcsében szerezte. 1873-tól vett részt a magyar tudományos mozgalmakban. 1881-ig volt az Iparművészeti Múzeum őre (kurátora). 1882-ben vette feleségül Márkus Emíliát, a kor nagy hatású színésznőjét. 1883-ban az MTA levelező tagjává választották. 1884-ben rendezte az ötvösmű-kiállítást és a párizsi világkiállítás számára a magyar régiségi osztályt, majd az Esterházy-képtár igazgatója lett. 1884 és 1892 között országgyűlési képviselő volt, a szepes-szombati, majd a tabi kerületet képviselte a Szabadelvű Párt programjával. 1895-ben vásárolta meg Sebastiano del Piombo Férfiképmás című festményét (ma a Szépművészeti Múzeumban), ami botrányt kavart, mert hamis Raffaello-képnek vélték, amit igen drágán vásárolt meg, és nem tudott elszámolni a kormány által rábízott, festményvásárlás céljára szolgáló pénzzel sem. A botrány nyomán idegösszeomlást kapott, öccse, Pulszky Ágost megtérítette az összeget, Pulszky Károly ellen az eljárást 1898-ban megszüntették. Ezután Ausztráliába emigrált, ahol öngyilkosságot követett el.
Tanulmányai, cikkei jelentek meg a Vasárnapi Ujságban, a Századokban, az Archaeologiai Értesítőben, a Budapesti Szemlében, az Akadémiai Értesítőben. 1881-től 1884-ig az Archaeologiai Értesítőt szerkesztette.

## Művei

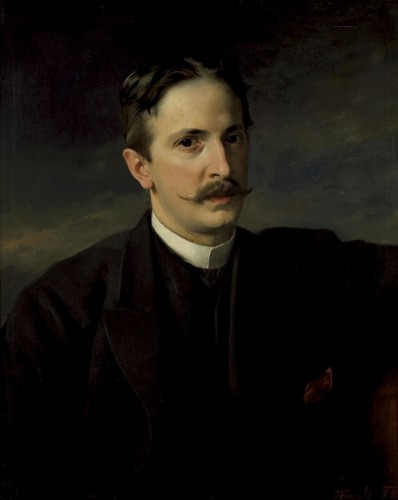
Hans Temple 1884-es festményén

- Kalauz a magyar iparművészeti múzeum gyűjteményeihez. Budapest, 1874 (Ugyanaz. uo., 1877-ben Schickedanz Alberttel együtt)
- Beiträge zu Raphael's Studium der Antike. Lipcse, 1877
- Az országos képtár kiválóbb művei. uo., 1878
- A magyar háziipari díszítményei. uott, 1878
- A magyar országos képtár ideiglenes lajstroma. uott, 1881
- Renaissance Olaszországban. Írta Symonds John Addington. Ford. Bpest, 1881-82. I.-II..
- Két iparművészettörténeti értekezés. ugyanott, 1883 (Különny. az Arch. Értesítő 1882. évf.-ból)
- Útmutató az ötvösműkiállítás helyiségében. uott, 1884
- A magyar történeti ötvösműkiállítás lajstroma. Megnyittatott 1884. febr. 17. uott, 1884
- Életképek. Jelenkori művészek találkozója. Bevezetésül dr. Pulszky Károly levele a kiadóhoz. Uo. (1884)
- Az ötvösség remekei Magyarországon az 1884. évi magyar történeti ötvösműkiállításból. Uott (1885) Két kötet. 150 részben színes rajzzal (Radisics Jenővel együtt)
- Országos képtár. I. A képgyűjtemény leíró lajstroma. Uott, 1888
- A gellérthegyi nekropolis. uott, 1891 (Különny. a Reform-Naptárból)
- Romola. Regény. Irta Eliot György, ford. angolból Pataki Béla. uo., 1898, három kötet
- Conan A. Doyle, Gerard brigaderos. Angolból ford. uott, 1898